# Úrvalsdeild karla (håndbold)
 Ikke at forveksle med Úrvalsdeild kvenna (håndbold).
Úrvalsdeild karla eller Olís deild karla, er den bedste håndboldrække på Island, for mænd. Vinderen af Úrvalsdeild karla bliver kåret som islandsmestre i herrehåndbold. De regerende mestre er Selfoss (2018/19).

## Deltagende hold i 2019-20
| Hold        | By             | Arena                  |
| ----------- | -------------- | ---------------------- |
| KA          | Akureyri       | KA heimilið            |
| FH          | Hafnarfjörður  | Kaplakriki             |
| Fram        | Reykjavík      | Framhús                |
| Haukar      | Hafnarfjörður  | Schenkerhöllin         |
| ÍBV         | Vestmannaeyjar | Vestmannaeyjar         |
| Valur       | Reykjavík      | Valshöllin             |
| Afturelding | Mosfellsbær    | Íþróttamiðstöðin Varmá |
| Selfoss     | Selfoss        | Hleðsluhöllin          |
| Fjölnir     | Reykjavík      | Dalhús                 |
| Stjarnan    | Garðabær       | TM Höllin              |
| ÍR          | Reykjavík      | Austurberg             |
| HK          | Kópavogur      | Kórinn                 |